# Atlantische zalm
De Atlantische of Europese zalm (Salmo salar) is een anadrome vis die als volwassen dier hoofdzakelijk in noordelijke zeeën en de Noord-Atlantische Oceaan leeft. De zalm kwam voor de industriële revolutie in alle grote Europese rivieren voor, maar is daar nu praktisch uitgestorven. Veruit de meeste Atlantische zalm die wordt geconsumeerd is kweekvis. De zalm heeft een belangrijke culinaire en economische waarde. Ze kenmerkt zich onder meer door de rode kleur van het vlees.

## Beschrijving
De zalm is een vrij slanke gestroomlijnde vis. Er zijn echter enkele ondersoorten die groot en zwaar kunnen worden, tot ca. 1 meter en 36 kilogram.
De zalm die in zee zwemt, is een zilveren verschijning met kleine x-vormige zwarte stipjes die zich boven de zijlijn bevinden. Afhankelijk van het aantal weken dat hij zich in zoetwater bevindt, neemt de zilveren schijn af, worden de wijfjes donker en krijgen de mannetjes een oranje marmering. In deze fase ontwikkelen de mannetjes ook een paaihaak aan de onderkaak.
De jonge visjes die nog in zoet water voorkomen, worden parr genoemd. Ze kunnen worden onderscheiden van de kleine forel aan de gevingerde tekening met tussen de vingers steeds een rood stipje.
Het onderscheid met de zeeforel is lastig zonder directe vergelijking. De zeeforel is forser dan de zalm en heeft ook een wat minder slanke kop. De bek is groter bij de zeeforel en loopt door tot onder het oog. De staartwortel van de zeeforel is dikker, waardoor de vis niet aan de staart kan worden opgetild.
Er komt ook een zoetwatervorm van de zalm voor die Sebago genoemd wordt. In het Vänermeer in Zweden en het Ladogameer in Rusland worden deze dieren blanklax genoemd en in het St. John-Meer in Canada ouananiche. Deze dieren zijn wat meer gedrongen dan de normale vorm en hebben grotere zwarte stippen. De blanklax en de ouananiche worden 1 meter lang. Ook een dwergzoetwatervorm met de naam blegen komt in het stroomgebied van de Otra voor.

## Verspreiding
De Atlantische zalm komt voor in de noordelijke Atlantische Oceaan en aangrenzende zeeën. In de paaitijd zwemt hij via rivieren het binnenland van Noord-Amerika en Europa in. Vóór menselijk ingrijpen werden de natuurlijke paaigronden van de Atlantische zalm in rivieren van Europa en de Amerikaanse oostkust gevonden. Met name de watertemperatuur was bepalend in de afbakening van het verspreidingsgebied. Vooral in dunbevolktere gebieden, zoals Canada, Groenland en delen van Scandinavië, komt de zalm nog zoals vanouds in groten getale voor tijdens de paaitijd.
De soort is regionaal ook geïntroduceerd buiten zijn natuurlijke verspreidingsgebied. Dit is onder andere het geval in de (noordelijke) Stille Oceaan en Nieuw-Zeeland. De vestiging is niet steeds succesvol gebleken.

### Afname Europese zalmbestanden
In Europa is de soort sterk afgenomen en wordt ze nu als een belangrijke indicatorsoort voor de waterkwaliteit en -connectiviteit beschouwd. Ook in Belgische rivieren kwam de Atlantische zalm ooit veelvuldig voor. De laatste meldingen van zalm in de Schelde dateren van 1842. In de Theems is de zalm succesvol geherintroduceerd.
Vroeger werden in de Rijn diverse typen langstrekkende zalmen gevangen. Dit betrof de kleine zomerzalm (40 tot 60 cm) die niet al te ver stroomopwaarts trok om de eieren af te zetten. Ook de grote zomerzalm, die pas aan het eind van de zomer de rivieren binnentrok, om al binnen twee maanden in dezelfde herfst eieren af te zetten, werd gevangen. De belangrijkste zalm was de winterzalm, die ook groot was en gedurende de winter optrok om ergens in de rivier in winterrust te gaan en pas in de herfst van het volgende jaar op de paaiplaatsen te arriveren.
In de Europese gebieden waar de zalm nu nog veel voorkomt, gaat het hoofdzakelijk om jonge zalmen van zo'n 60 cm en 3 kg die grilse worden genoemd. In sommige grotere Noorse rivieren komen nog wel zeer grote exemplaren voor.

## Levensloop

### Verblijf op zee
In zee eet de zalm uitsluitend vis, de groeifase duurt daar van één tot vier jaar. De zalm voert op zee ook grote trekbewegingen uit en kan langs de Europese kusten en door de oceaan tot aan Groenland trekken. Ze leven pelagisch en zwemmen meestal op ongeveer 10 meter diepte.
Als de dieren voldoende vetweefsel hebben opgebouwd om de trek en de paai aan te kunnen, zwemmen ze de rivierstelsels in. De verschillen in de duur van de opgroeifase hangen samen met de energie die nodig is voor de paaitrek.

### Paaitrek

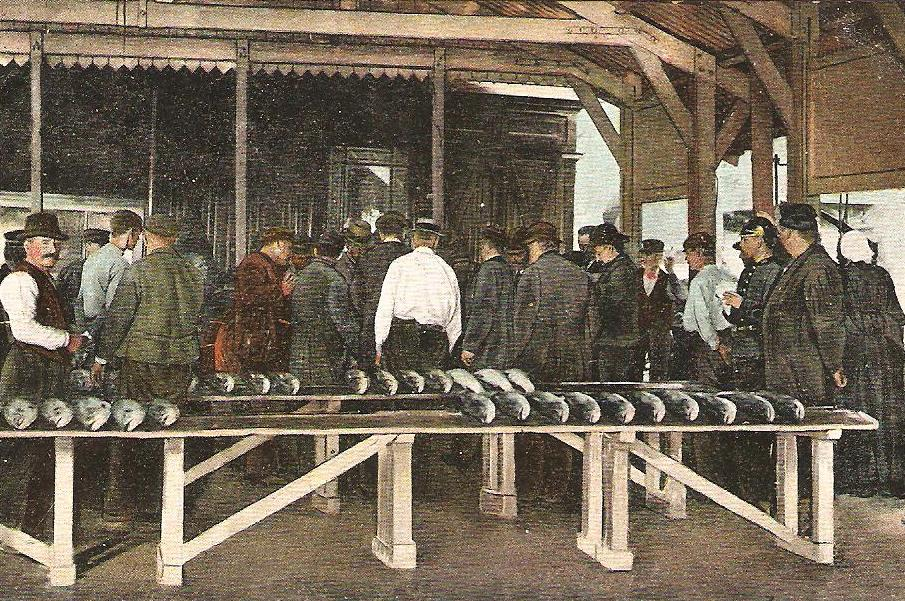
Te Kralingscheveer bij Rotterdam was in de 19e eeuw de grootste zalmafslag van Nederland.

Vanaf de late lente keren volwassen Atlantische zalmen terug naar hun geboorteplek om te gaan paaien. Ze verlaten daarop de oceaan en gaan via rivieren stroomopwaarts, soms tot diep in het binnenland. Het is geweten dat ze hierbij allerlei hindernissen kunnen overbruggen, zoals stroomversnellingen en kleine watervallen. Op een unieke locatie in Newfoundland migreren ze zelfs door een grot.

### Paai
De paaiplekken van de zalm zijn snelstromende gedeeltes in de bovenloop van rivieren, waar het vrouwtje om de stroming tegen te gaan kuilen graaft van zo'n 3 meter lang en circa 20 cm diep. In deze kuilen wordt na het uitvoeren van de balts met het kenmerkende trillen en gapen de hom en de kuit afgezet. In de tien minuten daarna worden de eieren weer onder het grind gewerkt door het mannetje, terwijl het vrouwtje stroomopwaarts weer een nieuwe kuil graaft. Het paaien duurt zo'n 14 dagen en wordt onderbroken door rustpauzes waarvoor de vissen diepe, langzamer stromende riviergedeeltes uitzoeken.
Na het paaien worden de zalmen kelts genoemd. De meeste kelts sterven, maar sommige exemplaren (meestal wijfjes) kunnen terugkeren naar zee, waar ze hun zoutwaterhabitus weer krijgen en verder door kunnen groeien. Het gaat daarbij om zo'n 5% van de dieren die aan de paai deelnemen.
De Eagle River in de Canadese regio Labrador is een van de belangrijkste paaigebieden van de Atlantische zalm in Noord-Amerika.

### Broed
De kuit van de zalm is voor een vis bijzonder groot, zo'n 5 tot 7 mm. Het duurt ook erg lang tot de eieren uitkomen, tussen de 70 en 200 dagen (afhankelijk van de watertemperatuur). Daarna duurt het nog eens zo'n 45 dagen voordat de larven hun dooierzak hebben opgebruikt en zelf voedsel op gaan nemen. De paaiperiode is zo afgestemd dat de fase waarin de larven voedsel op gaan nemen samenvalt met een groot natuurlijk aanbod van voedsel.
De zoetwaterfase wordt parr genoemd en duurde in de Rijn één jaar. In Noorwegen kan deze fase wel vijf jaar duren. In deze periode leven de zalmen solitair en territoriaal, zoals kleine forellen.
De fase waarin de jonge vissen naar zee gaan trekken wordt de smolt genoemd. De dieren trekken waarschijnlijk heel snel de rivier af (de zeeforel sneller dan de gemiddelde stroomsnelheid), maar doen dit vaak 's nachts om roofvijanden te vermijden. Na een korte aanpassingsperiode in brak water beginnen de zalmen aan hun leven op zee.

### Maatregelen en wettelijke regelingen ter bescherming
Om de zalm terug te brengen in de Europese rivieren is een uitgebreid programma in gang gezet.
- De vervuiling van de rivieren is enorm afgenomen; met name de biologische vervuiling is verminderd dankzij rioolwaterzuiveringsinstallaties.
- Er worden vistrappen geplaatst waar de zalm doorheen kan komen.
- Er wordt vis uitgezet, zoals in de Roer.
- Bovenstrooms wordt geprobeerd de grindbedden weer geschikt te maken voor de voortplanting van de zalm.

De zalm stond als verdwenen (als wilde soort) op de Rode Lijst maar is in 2004 afgevoerd van deze lijst omdat de paaigebieden buiten Nederland liggen. Wel is de zalm krachtens Europese milieuwetgeving beschermd, zoals in bijlagen 2 en 5 van de Habitatrichtlijn. Daarom heeft de Nederlandse overheid de taak om beschermingszones voor de zalm aan te wijzen. Verder wordt de zalm genoemd in bijlage 3 van de Conventie van Bern. Op de internationale Rode Lijst van de IUCN kreeg de zalm in 1996 de status veilig, met de notatie dat herziening van deze status gewenst is.

### Oorzaken van uitsterven
Wanneer een vissoort uitsterft zijn er meestal meerdere oorzaken aan te wijzen:
- Vervuiling kan ervoor zorgen dat het de zalm niet meer lukt het geboortewater te vinden. Dit is aangetoond bij de Chinookzalm, die door lozing van slachterijen de thuisrivier niet meer kon vinden. Waarschijnlijk is vervuiling tegenwoordig niet meer het grootste probleem.
- Overbevissing ontstond door over de hele breedte van een rivier een net te spannen waardoor geen zalm kon ontsnappen. Ook nu nog roepen de grote hoeveelheden vistuig in de Nederlandse wateren nog vragen op bij de Duitsers die met veel moeite en geld een reïntroductieprogramma zijn gestart.
- Afsluiting van de loop door dammen, sluizen of andere constructies die migratie belemmeren.
- Ongeschikt of onbereikbaar worden van het voortplantingsgebied. Door vermesting en erosie zijn in de bovenloop van de Rijn niet veel plekken meer waar de zalm zich succesvol kan voortplanten. Als het water te veel fijne substantie bevat zet zich dat af op de eieren. Door vermesting zijn veel grindbedden veralgd en daardoor ook ongeschikt voor de voortplanting.

## Hengelsport
In Schotland en Noorwegen zijn nog enkele rivieren met grote zalm, maar een visvergunning is op dergelijke wateren zeer duur. Op kleinere rivieren in Ierland, Schotland en Noorwegen is het nog wel mogelijk om de kleinere grilse te vangen. De stand is wat verbeterd door maatregelen die tegen overbevissing op zee zijn genomen.
Op zalm wordt zowel met de vliegenhengel als met kunstaas gevist. De zalm zet zich vaak met een draaiende beweging vast. De zalm zou, eenmaal in zoet water, geen voedsel meer tot zich nemen. Waarom hij daarin dan toch weleens met kunstaas kan worden gevangen, is onduidelijk.
In Denemarken was er ook zeevisserij op zalm. Bij deze visserij werd op zoutwaterzalmen en zeeforellen in het Kattegat gesleept met kunstaas op 10 meter diepte, in de buurt van de grote scholen haring die het voedsel vormden voor zeer grote zalmen.

## Visteelt

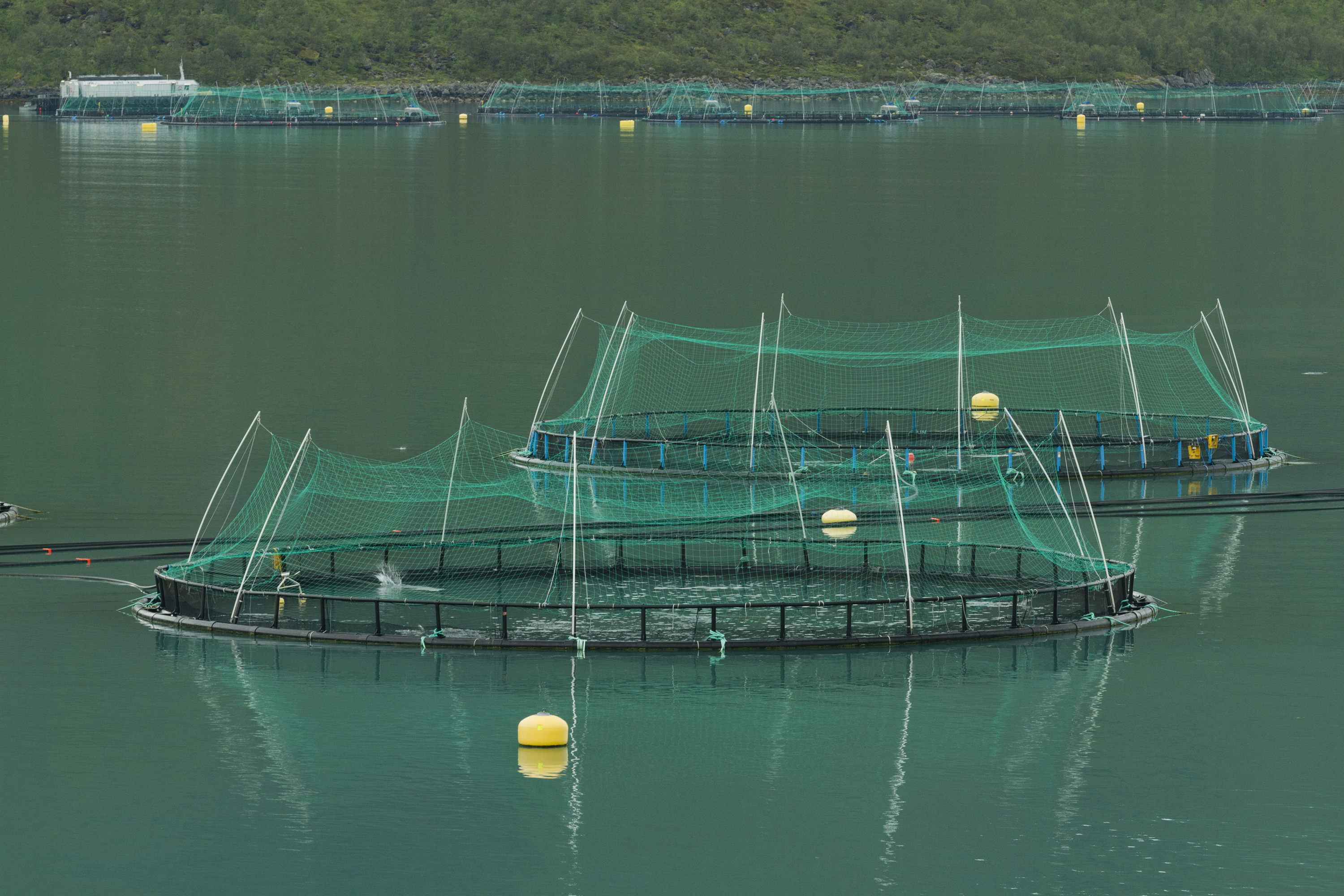
Kooien in Noorwegen

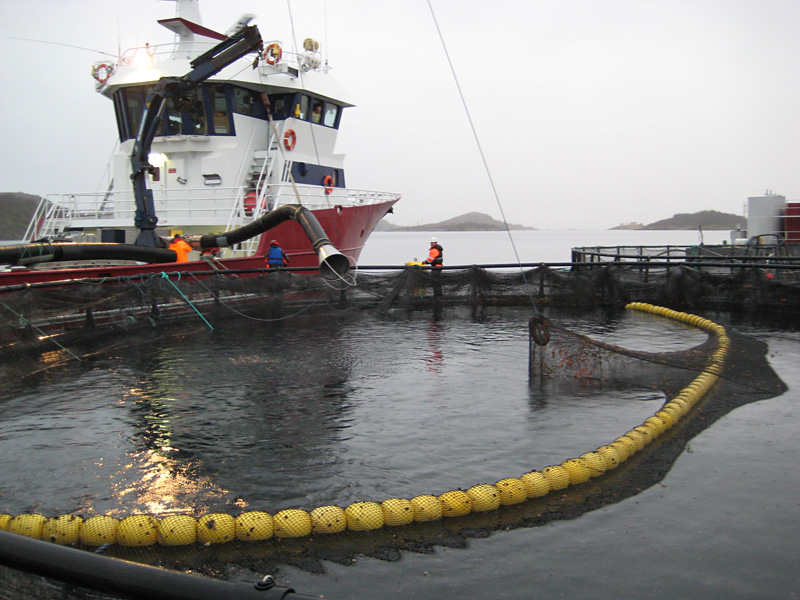
Opzuigen van de kweekzalm

Tussen 2011 en 2020 lag de jaarlijkse opbrengt van de visserij op zo'n 500.000 tot 1 miljoen ton zalmachtigen. De opbrengst van de visteelt nam fors toe in dit decennium. In 2011 lag deze nog op zo'n 1,6 miljoen ton en in 2020 was dit gestegen naar 2,65 miljoen ton. Omstreeks het jaar 2000 was de omslag, vanaf dat jaar bracht de visteelt meer zalm aan land dan de visserij. De Atlantische zalm wordt veruit het meest gekweekt van alle zalmachtigen.
De Atlantische zalm wordt in koelere regionen gekweekt waarbij de watertemperatuur bij voorkeur ligt tussen de 8 en 14°C. Noorwegen is veruit de grootste producent met een wereldwijd aandeel van zo'n 50%, gevolgd door Zuid-Chili die royaal een kwart van alle zalm aan land brengt. Verder wordt de vis gekweekt in, onder andere, Noord-Amerika, Schotland, Ierland en de Faeröereilanden. Dit gebeurt in grote nettenkooien.
De gekweekte zalm wordt gevoerd met droogvoer en de drie grootste voerfabrikanten zijn Nutreco, Ewos en Biomar. Het voer maakt zo'n 40% van de totale kosten uit. Het bevat visolie en vismeel die verkregen wordt door het verwerken van wild gevangen vis, zoals ansjovissen en sardientjes. Er wordt druk uitgeoefend op de industrie om deze ingrediënten te vervangen door plantaardige voedingsstoffen en door krill hetgeen belangrijk is voor het duurzaam kweken van zalm. In 2020 bestond het visvoer van de grootste zalmkweker ter wereld, Mowi, uit een kwart visolie en vismeel, een derde graan en soja en een vijfde plantaardige olie. Om één kilogram zalm te kweken is 1,2 kilogram voer nodig. Dit is veel lager dan voor kippen, varkens en runderen omdat de vis koudbloedig is en daardoor minder energie gebruikt om de lichaamstemperatuur op peil te houden.

### Kweekproces
Zalmkweek begint met grote zoetwaterbassins op land. Deze fase neemt ongeveer een jaar in beslag. Nadat de zalm getransformeerd is van zoetwatervis tot zoutwatervis worden ze vervoerd naar zeelocaties. Dit gebeurt met gebruik van tankwagens of bronboten. De zalmen zijn dan ongeveer 80-100 gram zwaar.
Hier komt de zalm in netten, deze kunnen bestaan uit stalen kooien of plastic ringen. De gemiddelde stalen kooi is 35 bij 35 meter groot en bestaat uit een drijvende stalen constructie waarin het net hangt. Dit net kan 12 tot 30 meter diep reiken, al naargelang de diepte van de locatie. Het meest gebruikt zijn plastic ringen. Deze ringen hebben gewoonlijk een omtrek van 120 tot 160 meter en eenzelfde diepte van tussen de 12 en de 30 meter. Het maximaal aantal zalmen in een ring is 200.000. Op een gemiddelde productielocatie worden tussen de 500.000 en 1.000.000 zalmen opgekweekt.
Voederen vindt veelal plaats met behulp van voervlotten, drijvende voermachines met een opslagcapaciteit van 200 tot 600 ton voer. Het voer wordt computergestuurd gedoseerd. Transport naar de productieringen gebeurt met luchtdruk door een buizenstelsel. Onderwatercamera's maken het mogelijk dat een operateur het voeren kan controleren. Het voer dient in de juiste hoeveelheid gedoseerd te worden, niet alleen vanuit milieuoogpunt, maar vooral ook vanwege economische motieven omdat voer een grote kostenpost is.
Na ongeveer twee jaar wegen de zalmen ongeveer vijf kilogram. Ze worden dan opgevist met een vacuümpomp. Ze komen in bronboten die de vissen levend naar de slachterij vervoeren. Hier worden ze verder verwekt zodat ze voor consumptie gereed zijn.

### Milieuvervuiling
Deze wijze van zalmkweek roept bezwaren op bij milieubeschermingsorganisaties en dierenbeschermingsorganisaties.
Het water wordt door het voederen met zeer eiwitrijk voer en door de hoge zalmdichtheid ter plaatse sterk verrijkt met voedingsstoffen. Ook is het water vervuild met medicijnresten en chemicaliën. De afvalstoffen spoelen uit en hopen op de bodem op. Dit kan leiden tot hogere ammoniumgehaltes en lager zuurstofgehalte en heeft een negatieve impact op de biodiversiteit
Daarnaast worden wilde populaties zalmen aangetast door ziektes en parasieten die ontsnapte gekweekte zalmen meebrengen. Wilde populaties kunnen door inmenging genetisch zwakker worden.